# Chemillé-sur-Indrois
Chemillé-sur-Indrois è un comune francese di 239 abitanti situato nel dipartimento dell'Indre e Loira nella regione del Centro-Valle della Loira.

## Società

### Evoluzione demografica
Abitanti censiti